# Fahs d'Alger
(ar) فحص الجزائر 
Le Fahs d'Alger est un terme historique qui désigne les environs de la ville d'Alger ; notamment par opposition à sa médina : la Casbah d'Alger. L’expression est en vigueur jusqu'en 1930 pour désigner couramment la périphérie du centre historique d'Alger. Il faut distinguer deux Fohos : une ceinture immédiate comprenant les ensembles de Bab-Azoun, Bab-El-Oued et Bab-J'did ; et une seconde plus éloignée comprenant les collines et vallons de Bouzaréa, Beni Messous, Zouaoua, Ain Zeboudja, Birkhadem, Tixeraïne, Bir Mourad Rais, El Biar, Kouba et le Hamma. D'un point de vue géographique le Fahs couvre une grande partie du Sahel algérois ; il s'étend des portes de la médina jusqu'au commencement de la plaine de la Mitidja.

## Étymologie

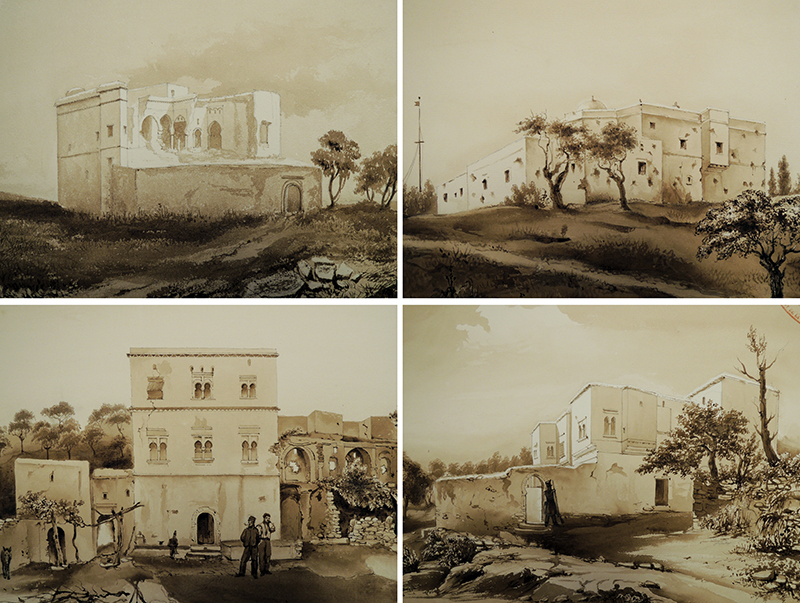
Maisons du fahs en 1830.

Le terme fahs, utilisé pour désigner les alentours de la ville intra-muros d'Alger, possède plusieurs acceptions, dont celle de « plaine vallonnée », caractérisée par un relief modéré alternant entre petites hauteurs et dépressions.
Les dictionnaires et encyclopédies modernes définissent le terme comme désignant la campagne, les environs ou encore la banlieue de la ville d'Alger. Le mot Fahs, d'origine arabe, signifie de manière générale « tout endroit habitable » dans les écrits des géographes, historiens et poètes. Avec le temps, il a pris localement le sens plus précis de « banlieue d'Alger ».
Cependant, l'usage du terme est bien plus ancien : dès le XIIIe siècle, plusieurs régions de l'Andalousie occidentale portaient le nom de « Fahs ». D'après Yaqout al-Rumi, dans son Mudjam El-Buldan, le mot désignait alors toute localité rurale où les habitants pratiquaient l'agriculture et l'élevage, fournissant ainsi les marchés proches de la ville. 

## Histoire

Les anciens aqueducs d'Alger à travers le Fahs (XIXe siècle).

Historiquement c'est un lieu de résidence pour les dignitaires de la régence d'Alger, en particulier les proches du dey, puis lors de la période coloniale des premiers grands propriétaires agricoles. Des maisons de plaisance, palais et résidences étaient construits dans le Fahs : les diar Fahs ; notamment à partir du XVIe siècle. Les palais du Fahs se comptaient approximativement autour de presque deux centaines en 1830. 
Ces divers palais et résidences furent réaménagées en dépendances lors de la période coloniale ; ainsi en 1833, le jardin du palais du Dey est devenu hôpital du Dey Agha et une partie de la ferme de l’Agha et du palais de Mustapha avec ses jardins sont aménagés pour accueillir l’hôpital Mustapha Pacha. La ceinture la plus éloignée, rurale, comporte des propriétés foncières, les haouch (sorte de fermes). A l'image de la médina de l'époque, c'est une campagne riche, comportant des jardins des possédaient des noria, des aqueducs et de multiples commodités ; elle exporte également ses productions par le port d'Alger.
Le fahs d'Alger, en plus de ses jardins et terrains agricoles, comprenait de nombreuses structures de plaisance et d'agrément. Il constituait un lieu de rencontre et d'échanges entre les citadins et la population rurale des environs. Le type de construction le plus représentatif était le djenane — terme arabe signifiant « jardin » — qui désignait une résidence d'été ou une maison de campagne. En plus des jardins et des demeures de villégiature, le fahs accueillait également des cafés maures, des marchés, des fontaines, des hippodromes ainsi que des Markad, lieux de pèlerinage hebdomadaires abritant les mausolées des saints de la ville.
Lors de la période coloniale, l'extension de la ville se fait par la construction des faubourgs de Bab el Oued au nord, et ceux de Mustapha (quartier) et de Kouba au sud. Des villages coloniaux se développent ensuite aux alentours pour exploiter la richesse agricole des environs. Avant l'indépendance, ces petits espaces urbanisés se sont agglomérés à la ville pour former la grande commune d'Alger.
Les palais ou villas du Fahs sont aujourd'hui essentiellement des propriétés privées, des sièges d'institutions publiques ou des biens abandonnés. Ce patrimoine peu inventorié est constamment menacé. Le Fahs riche en ressources hydrauliques comporte également un patrimoine hydraulique important (fontaines anciennes, puits, aqueducs ou vestiges...) datant essentiellement de l'époque de la Régence d'Alger où la médina fut alimentée par trois aqueducs principaux traversant le Fahs.

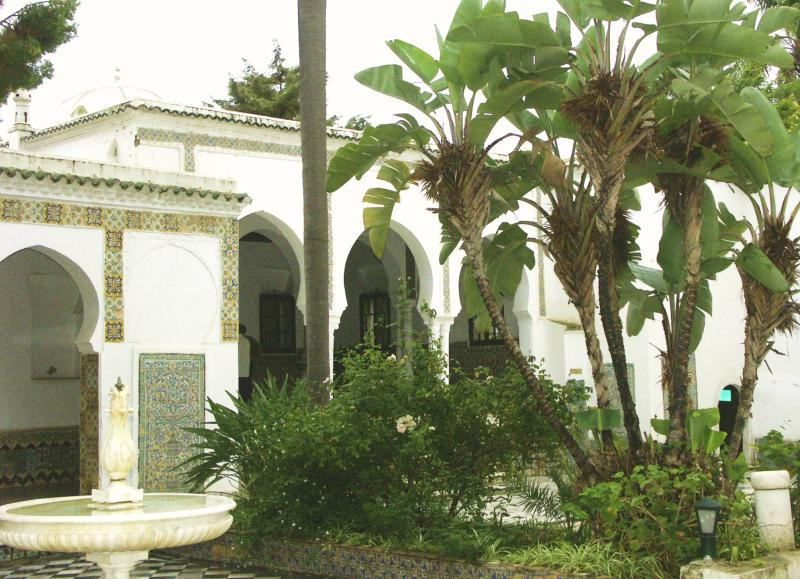
Cour intérieur de la Villa du Bardo à Alger.
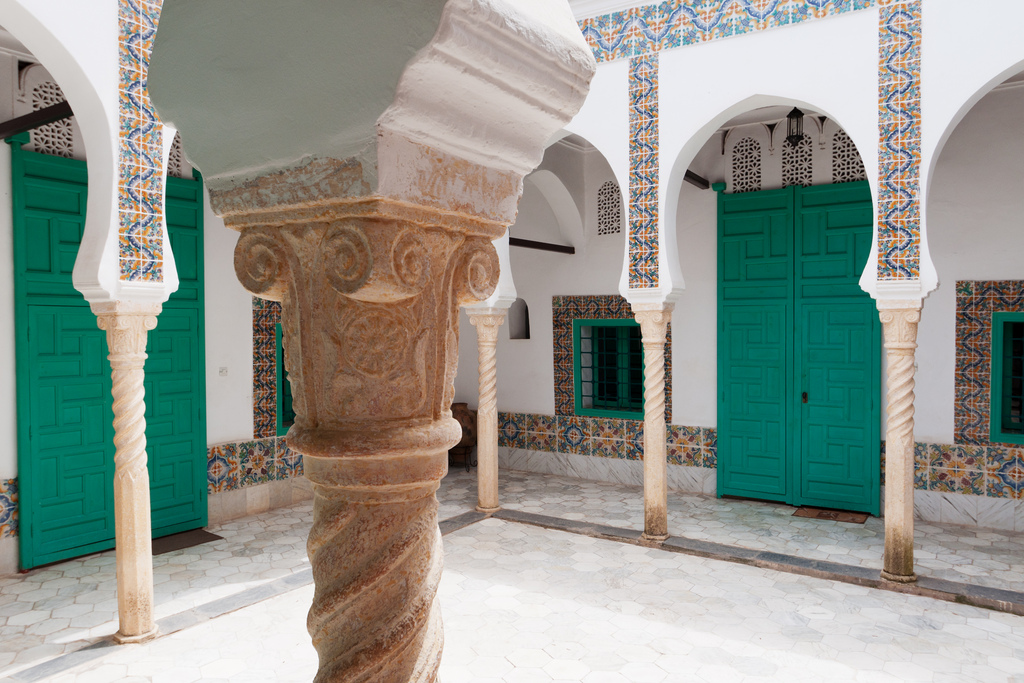
Patio de la villa Abd-el-Tif.
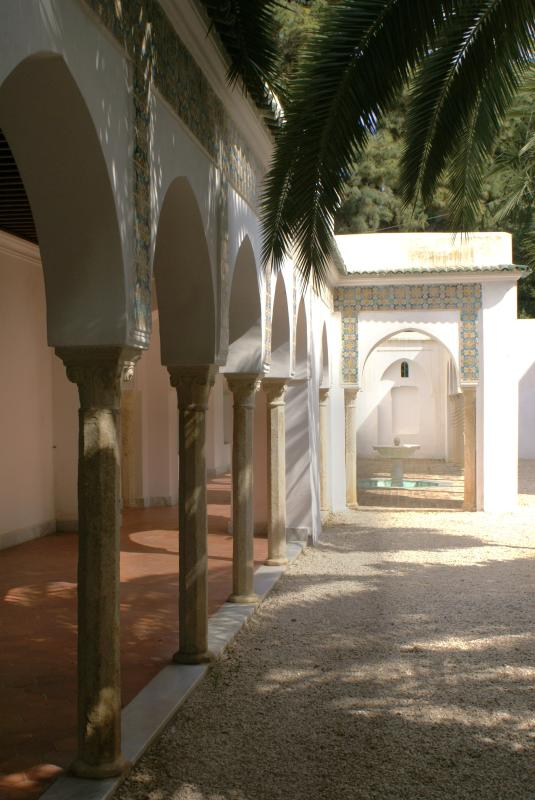
Cour avec jardin de la villa Abd-el-Tif.
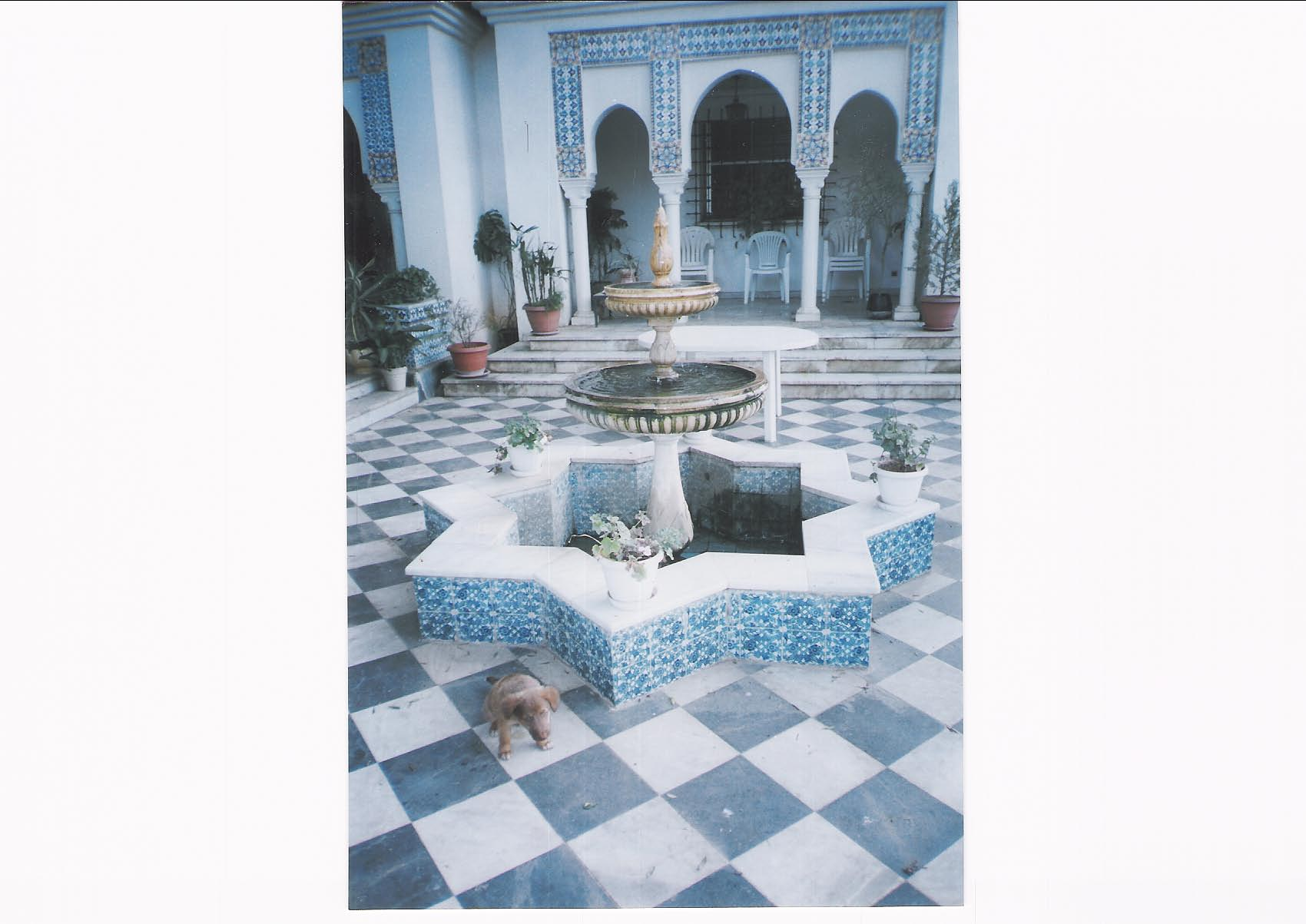
Cour d'une résidence du Fahs